# أطفال الشوارع في مصر
أطفال الشوارع في مصر أشار تقرير :الهيئة العامة لحماية الطفل" أن أعداد أطفال الشوارع وصل إلى مليوني طفل في سنه 1999 وفي تزايد مستمر مما يجعلهم عرضه لتبني السلوك الإجرامي. في تقرير أعده اليونيسف أوضح أن 33.5% من أطفال الشوارع لم يلتحقوا بمدارس و 49.7% تركوا المدرسة. وأوضح التقرير أن 24.6% من العينة الأب ليس موجود و 24.1% الأم تعمل في عمل هامشي و 8.9% الأب عاطل عن العمل.